# 水野分長
水野 分長（みずの わけなが）は戦国時代から江戸時代初期にかけての武将、大名。尾張緒川藩主。三河新城藩の初代藩主。新城城主。。弟に水野重央らがいる。正室は山口重勝の娘。子は（長男）。

## 生涯
永禄5年（1562年）、尾張国に水野忠分の長男として生まれる。はじめ叔父の水野忠重に属した。天正12年（1584年）、小牧・長久手の戦いで首級を挙げて武功を挙げた。木下利匡を討ち取ったという。小田原征伐にも忠重に属して従軍する。その後、水野氏を去って徳川家康の命令で蒲生氏郷に属し、九戸政実の乱で先陣を務め戦功を挙げた。慶長4年（1599年）に家康から呼び戻され大番頭に任じられ、翌慶長5年（1600年）の関ヶ原の戦いに参陣する。 
ただし関ヶ原合戦時に大番頭だった記述を否定する資料もある。この場合、分長の大番頭就任は、弟で家康付の大番頭だった重央が徳川頼宣の付家老になった慶長13年（1608年）以降になる。
慶長6年（1601年）に父も滞在した尾張緒川藩1万石を与えられた。慶長9年（1604年）に備後守に任ぜられる。慶長11年（1606年）に三河新城に移封され、設楽・宝飯郡内で1万石を与えられた。慶長19年（1614年）からの大坂の陣にも家康付大番頭として従軍する。元和2年（1616年）に家康が亡くなると徳川秀忠に仕え、近江国栗太郡内で2000石を加増された。元和6年（1620年）に徳川頼房に付けられて水戸藩に移る。この際に新城の領地は長男の元綱に譲り、分長は安房国・上総国内で1万5000石を与えられた（近江の領地は収公されている）。
元和9年（1623年）3月1日死去。享年62。死後、安房・上総国内の領地は相続する者がなく収公された。 